# Lanzamiento de fardo

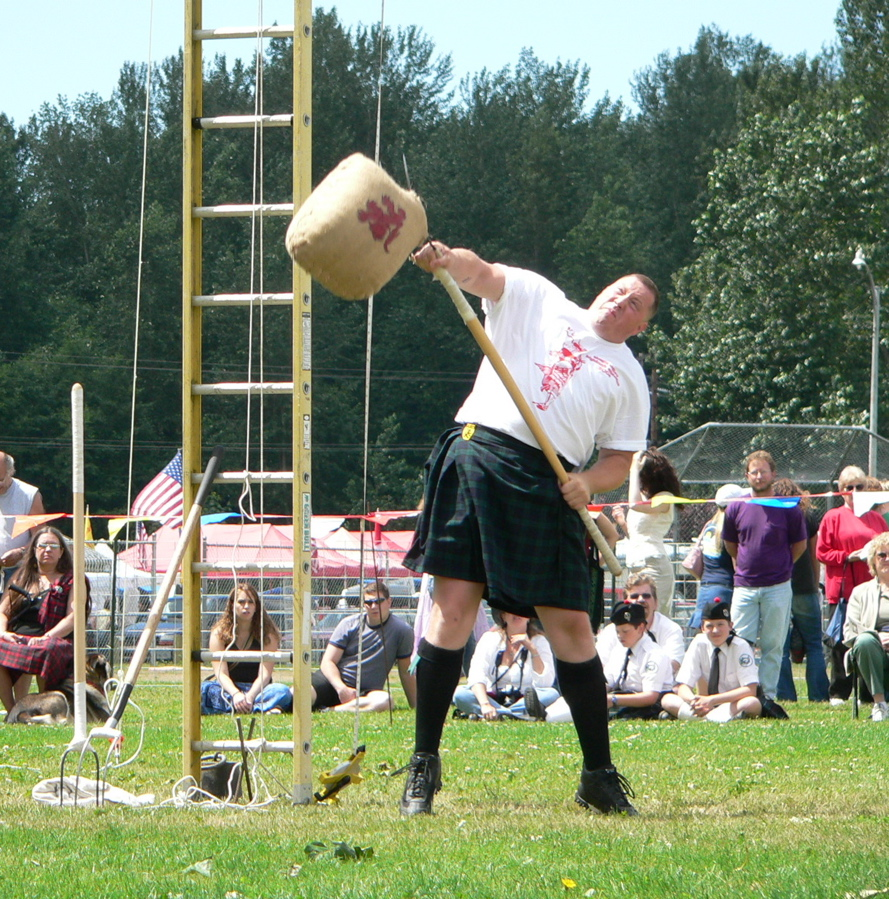
Lanzamiento en los Juegos de las Tierras Altas de Escocia de 2005, en Skagit Valley.

El lanzamiento de fardo es un deporte practicado en el País Vasco (especialmente en el País Vasco Francés), y en Escocia. Se utiliza una horca para enganchar un saco lleno de paja por encima de una barra horizontal a mayor altura que la cabeza del lanzador.se juega en una superficie de 300m cuadrados.

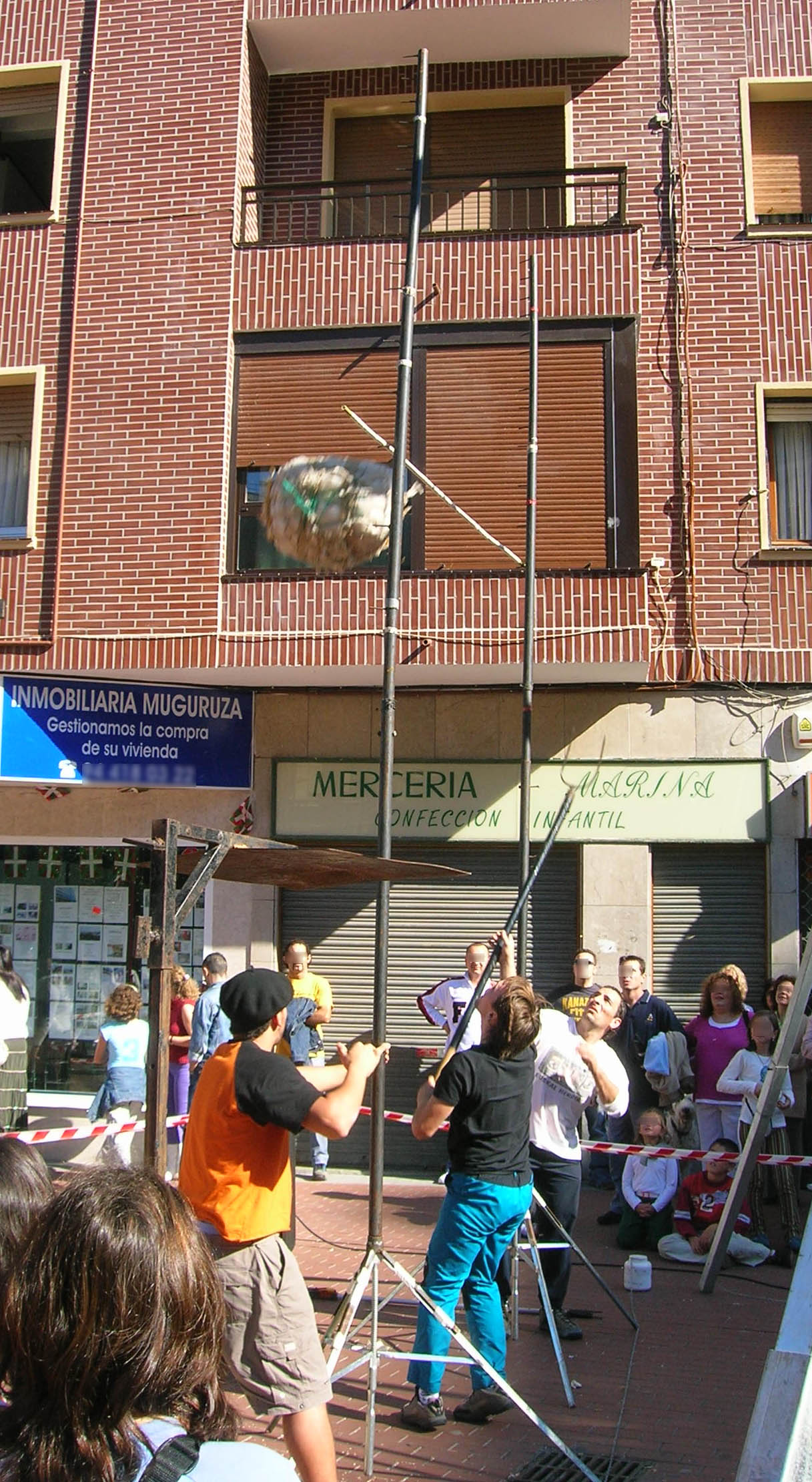
Lanzamiento de fardo en el País Vasco.

En Escocia, el peso habitual es de 16 libras (unos 7 kilos). Allí se le dan tres oportunidades a cada competidor para sobrepasar limpiamente la barra sin que el fardo la toque. Después de que todos los participantes han hecho sus lanzamientos, se eleva la barra y todos los competidores que hayan superado la primera eliminatoria, vuelven a intentarlo con la nueva altura, hasta que se elimina a todos los atletas menos a uno.